# Calymperes rubiginosum
Calymperes rubiginosum är en bladmossart som beskrevs av William Dean Reese 1975. Calymperes rubiginosum ingår i släktet Calymperes och familjen Calymperaceae. Inga underarter finns listade i Catalogue of Life.